# Грехен
Грехен (нім. Grächen) — громада  в Швейцарії в кантоні Вале, округ Фісп.

## Географія
Громада розташована на відстані близько 90 км на південь від Берна, 37 км на схід від Сьйона.
Грехен має площу 14,3 км², з яких на 6,7% дозволяється будівництво (житлове та будівництво доріг), 12,8% використовуються в сільськогосподарських цілях, 54,6% зайнято лісами, 25,8% не є продуктивними (річки, льодовики або гори).

## Демографія
2019 року в громаді мешкало 1233 особи (-11,9% порівняно з 2010 роком), іноземців було 9,2%. Густота населення становила 86 осіб/км².
За віковим діапазоном населення розподілялося таким чином: 16,1% — особи молодші 20 років, 63,3% — особи у віці 20—64 років, 20,6% — особи у віці 65 років та старші. Було 593 помешкань (у середньому 2,1 особи в помешканні).
Із загальної кількості 576 працюючих 50 було зайнятих в первинному секторі, 71 — в обробній промисловості, 455 — в галузі послуг.